# Reinhold Buchholz
Reinhold Buchholz, född 1837 och död 1876, var en tysk zoolog och forskningsresande.
Buchholtz deltog 1869 i den tyska nordpolsexpeditionen med Hansa och bereste 1872-73 tillsammans med Lühder och Anton Reichenow Kamerunberget, Fernando Po och Ogowe.